# Бланжи сир Терноаз
Бланжи сир Терноаз (фр. Blangy-sur-Ternoise) насеље је и општина у североисточној Француској у региону Север-Па д Кале, у департману Па де Кале која припада префектури Арас.
По подацима из 2011. године у општини је живело 771 становника, а густина насељености је износила 66,41 становника/km². Општина се простире на површини од 11,61 km². Налази се на средњој надморској висини од 44 метара (максималној 129 m, а минималној 37 m).

## Демографија
| 1962. | 1968. | 1975. | 1982. | 1990. | 1999. | 2011. |
| ----- | ----- | ----- | ----- | ----- | ----- | ----- |
| 728   | 750   | 677   | 727   | 747   | 756   | 771   |

График промене броја становника у току последњих година